# Filologia e critica
Filologia e critica è una rivista quadrimestrale  fondata nel 1976  diretta da Enrico Malato, Bruno Basile, Renzo Bragantini, Roberto Fedi, Matteo Palumbo, Manlio Pastore Stocchi. Viene pubblicata da Salerno Editrice a Roma.
La rivista riprende nella testata il titolo di un saggio di Lanfranco Caretti. Essa intende la filologia, secondo un concetto più moderno e ampio, come la completa interpretazione e ricostruzione di un testo letterario e indica una ben precisa prospettiva critica come precisa  Malato nel primo numero.  
La rivista si divide in particolari sezioni , "Documenti", Note e Discussioni", che si alternano alle segnalazioni bibliografiche in "Recensioni", "Schedario", "Libri ricevuti" e accoglie numerosi saggi  ed analisi di testi italiani, per lo più inediti, di ogni secolo.
Alla parte dedicata alla saggistica si contrappongono numerosi articoli riguardanti le questioni attributive, le varianti, i problemi etimologici, sintattici e lessicali di un testo.
Numerosi gli studiosi collaboratori alla rivista, tra i quali, per citarne alcuni, Lanfranco Caretti, Maurizio Dardano, Giorgio Petrocchi, Gualberto Alvino.